# Mirosław Hermaszewski
Mirosław Hermaszewski (Lipniki, 15 settembre 1941 – Varsavia, 12 dicembre 2022) è stato un cosmonauta polacco.